# Cimohong
Cimohong is een bestuurslaag in het regentschap Brebes van de provincie Midden-Java, Indonesië. Cimohong telt 6900 inwoners (volkstelling 2010).